# Université préfectorale de Nagasaki
L'Université préfectorale de Nagasaki (長崎県立大学, Nagasaki kenritsu daigaku) est une université publique du Japon située dans la ville de Sasebo.